# فرانك باكي-جنسن
فرانك باكي-جنسن هو سياسي نرويجي، ولد في 8 مارس 1965 في بوتسفيورد في النرويج. نشط حزبياً في حزب المحافظين.

## مناصب
- انتخب  (20 ديسمبر 2016 – 20 أكتوبر 2017).
- انتخب وزير الدفاع [الإنجليزية]‏ (20 أكتوبر 2017 – ).
- انتخب عمدة بوتسفيورد ‏ (2007 – 2009).
- في الانتخابات البرلمانية النرويجية 2017، انتخب عضو برلمان النرويج  [لغات أخرى]‏ عن دائرة Finnmark electoral division ‏ وقد انضم خلال فترته النيابية  [لغات أخرى]‏ (1 أكتوبر 2017 – 30 سبتمبر 2021) للكتلة البرلمانية حزب المحافظين.
- في الانتخابات البرلمانية النرويجية 2013، انتخب عضو برلمان النرويج  [لغات أخرى]‏ عن دائرة Finnmark electoral division ‏ وقد انضم خلال فترته النيابية  [لغات أخرى]‏ (1 أكتوبر 2013 – 30 سبتمبر 2017) للكتلة البرلمانية حزب المحافظين.
- في الانتخابات البرلمانية النرويجية 2009 [الإنجليزية]‏، انتخب عضو برلمان النرويج  [لغات أخرى]‏ عن دائرة Finnmark electoral division ‏ وقد انضم خلال فترته النيابية  [لغات أخرى]‏ (1 أكتوبر 2009 – 30 سبتمبر 2013) للكتلة البرلمانية حزب المحافظين.